# Genyorchis pumila
Espèce
Synonymes
- Bulbophyllum calabaricum Rolfe[1]
- Bulbophyllum dorotheae Rendle[1]
- Bulbophyllum elachon J.J.Verm.[1]
- Bulbophyllum flavidum Lindl.[1]
- Bulbophyllum gabonis Linden & Rchb.f.[1]
- Bulbophyllum herminiostachys (Rchb.f.) Rchb.f.[1]
- Bulbophyllum imogeniae K.Ham.[1]
- Bulbophyllum leucopogon Kraenzl.[1]
- Bulbophyllum moliwense Schltr.[1]
- Bulbophyllum nanum De Wild.[1]
- Bulbophyllum papillosum Finet[1]
- Bulbophyllum recurvum Lindl.[1]
- Bulbophyllum verecundum Summerh.[1]
- Bulbophyllum yangambiense Louis & Mullend. ex Geerinck[1]
- Dendrobium pumilum Sw.[1]
- Phyllorchis flavida (Lindl.) Kuntze[1]
- Phyllorchis herminostachys (Rchb. f.) Kuntze[1]
- Phyllorchis pavimenta (Lindl.) Kuntze[1]
- Phyllorchis recurva (Lindl.) Kuntze[1]
- Phyllorkis flavida (Lindl.) Kuntze[1]
- Phyllorkis herminostachys (Rchb.f.) Kuntze[1]
- Phyllorkis pavimentata (Lindl.) Kuntze[1]
- Phyllorkis recurva (Lindl.) Kuntze[1]
- Polystachya bulbophylloides Rolfe[1]
- Taurostalix herminiostachys Rchb.f.[1]
- Tribrachia recurva (Lindl.) Lindl.[1]

Genyorchis pumila est une espèce de plantes à fleurs de la famille des Orchidaceae (les orchidées) et du genre Genyorchis, présente dans de nombreux pays d'Afrique tropicale.